# Pierre-Jean Vaillard
Pierre-Jean Vaillard est un chansonnier, humoriste et acteur français, né le 12 mars 1918 à Sète (Hérault) et mort le 17 février 1988 à Paris.

## Biographie
Chansonnier, écrivain, auteur d'aphorismes, comédien de théâtre et de radio, il a été à l'origine, avec Jacques Canetti, de la fondation, en 1943 des Trois Baudets, rue Mogador à Alger. Il a été la tête d'affiche du théâtre des Deux Ânes pendant plus de trente ans.
Dans les années 1960, il rédige plusieurs chroniques pour le journal d'extrême droite Minute dans lesquelles il prend position contre la « dévirilisation » de l'armée française.
En mai 1977, il signe un appel demandant l'arrêt de poursuites en cours contre le Groupe union défense.
Il a vécu les dernières années de sa vie rue de Saint-Simon (Paris 7e). Il meurt le 17 février 1988 et est inhumé au cimetière de Montmartre (26e division).

### Vie privée
Pierre-Jean Vaillard a épousé Odette-Marie-Céleste Kellner (1920-1993) le 9 février 1942 à Tunis. Il a un fils, Jean-Philippe, auquel il dédie son livre Guirlandes et Sourires.

## Théâtre
- 1957 : Ne faites pas l'enfant de Roger Feral, mise en scène Michel de Ré,  théâtre de l'Ambigu

## Filmographie
- 1955 : Si Paris nous était conté : Coltier
- 1956 : Assassins et Voleurs : l'imaginatif « violé »
- 1957 : Que les hommes sont bêtes
- 1957 : Le Naïf aux quarante enfants de Philippe Agostini : l'inspecteur d'académie
- 1960 : Colère froide d'André Haguet et Jean-Paul Sassy : Girardier
- 1964 : Les Barbouzes : narrateur
- 1967 : La Bonne Peinture de Philippe Agostini : Monsieur Hermèse
- 1967 : Salle n° 8 de Robert Guez et Jean Dewever :  Sylvain Groppard (épisodes 11, 13, 14, 15)
- 1983 : En cas de guerre mondiale, je file à l'étranger